# Au péril de sa vie
Pour plus de détails, voir Fiche technique et Distribution.
Au péril de sa vie (The Sins of Rachel Cade) est un film américain réalisé par Gordon Douglas, sorti en 1961.

## Synopsis
Rachel Cade, une jeune infirmière, arrive dans une petite mission du Congo belge durant la Seconde Guerre mondiale. Elle est accueillie par l'administrateur local, le colonel Henry Derode, un homme veuf et désabusé. Bardée de sa foi protestante, Rachel Cade se heurte aux traditions de la tribu et au pouvoir de Kalanumu, le grand prêtre du dieu de la montagne. Malgré l'opposition de ce dernier, Rachel opère un enfant de l'appendicite. Henry Derode s'efforce de protéger Rachel et est sensible a son charme. Un avion américain s'écrase près du village et le seul survivant, Paul Wilton, un médecin, tombe sous le charme de Rachel. 

## Fiche technique
- Titre original : The Sins of Rachel Cade
- Titre français : Au péril de sa vie
- Réalisation : Gordon Douglas
- Scénario : Edward Anhalt, d'après le roman Rachel Cade de Charles Mercer
- Costumes : Marjorie Best
- Photographie : J. Peverell Marley
- Montage : Owen Marks
- Musique : Max Steiner
- Production : Henry Blanke
- Genre : drame
- Pays d'origine :  États-Unis
- Durée : 124 minutes
- Date de sortie :
  - États-Unis : 2 avril 1961

## Distribution
- Angie Dickinson (VF : Nelly Benedetti) : Rachel Cade
- Peter Finch (VF : Roger Rudel) : Colonel Henry Derode
- Roger Moore (VF : René Arrieu) : Paul Wilton
- Errol John (VF : Michel Gatineau) : Kulu, l'assistant de Rachel
- Woody Strode (VF : Raymond Loyer) : Muwango
- Juano Hernandez (VF : Jean Violette) : Kalanumu
- Frederick O'Neal (VF : Marcel Painvin) : Buderga
- Mary Wickes (VF : Lucienne Givry) : Marie Grieux
- Scatman Crothers : Musinga
- Rafer Johnson (VF : Marcel Bozzuffi) : Kosongo
- Charles Wood (VF : Jean-Pierre Duclos) : Mzimba
- Douglas Spencer (VF : Gérard Ferrat) : Dr Bikel